# Comuna Krasna Talivka, Stanîcino-Luhanske
Krasna Talivka (în ucraineană Красна Талівка) este o comună în raionul Stanîcino-Luhanske, regiunea Luhansk, Ucraina, formată din satele Krasna Talivka (reședința) și Krasnîi Derkul.

## Demografie
Componența lingvistică a comunei Krasna Talivka
     Rusă (73,43%)
     Ucraineană (26,04%)
     Alte limbi (0,07%)
Conform recensământului din 2001, majoritatea populației comunei Krasna Talivka era vorbitoare de rusă (73,43%), existând în minoritate și vorbitori de ucraineană (26,04%).